# فردریک گریس
فردریک گریس (انگلیسی: Frederick Grace; ۲۹ فوریهٔ ۱۸۸۴ – ۲۳ ژوئیهٔ ۱۹۶۴) بوکسور اهل بریتانیا بود.